# Marcos Wittke
Marcos Aurelio Wittke Herrera (Nueva Imperial, 8 de octubre de 1896-Santiago, 6 de marzo de 1945) fue un futbolista chileno que jugaba de defensa. Jugó la gran parte de su carrera en Magallanes Football Club.
Wittke representó a la selección de Chile en la primera edición del Campeonato Sudamericano (actual Copa América) en 1916.

## Trayectoria
Marcos Wittke nació en Nueva Imperial y pasó sus años de infancia en Chillán. Empezó a practicar el futbol en el liceo, en el clásico ‘‘equipo del curso’’. Tenía quince años cuando comenzó a jugar en el Unión, el club histórico del futbol chillanejo. Se destacaba por ser un zaguero de recia y decidida acción, de intervenciones seguras y bravas y una gran fortaleza además, se destacaba por la potencia de su rechazo y su buena colocación en la zaga. 
En 1911 viajó a Santiago con el Unión para enfrentarse al Eleuterio Ramírez, en el que Marcos Wittke fue un puntal de la zaga chillaneja siendo destacado por la prensa de la época. Luego volvió a viajar a la capital, pero esta vez con la selección de Chillán para enfrentarse a la selección de Santiago siendo uno de los mejores de los chillanejos. Gracias a estas buenas actuaciones formó parte de la selección que se iría de gira a Brasil.
Posteriormente llegó a jugar en el Magallanes Football Club para reemplazar a Carlos Hormazábal. En este equipo se desempeñó en la defensa, acompañado primero con Iturralde y luego con Otto Ernst que fue su compañero de zaga hasta 1924, su último año de actuación. Fue varias veces campeón con el equipo, teniendo el honor de ser el capitán del equipo.
Posterior a su retiro se desempeñó como dirigente y árbitro.  

## Selección nacional
Fue internacional con la selección chilena entre los años 1913 y 1916, participando en ese periodo en una edición del Campeonato Sudamericano. Tuvo participación con el combinado patrio durante cinco partidos oficiales, además participó en cinco partidos no oficiales, siendo su participación final en el seleccionado de diez partidos.
Su primera participación fue con la selección chilena de la Federación Sportiva Nacional para disputar una serie de partidos ante unos combinados y equipos Brasileños de Rio de Janeiro y Sao Paulo. Aquella fue la primera ocasión en que viajó una selección compuesta solo por chilenos.
Fue convocado desde Santiago para integrar el seleccionado que asistiría al primer campeonato sudamericano de futbol, participó en todos los encuentros que disputó Chile en el torneo en el que nuestros colores sufrieron aplastantes derrotas, empatando solo con Brasil. Además disputó los amistosos posteriores al sudamericano.

### Participaciones en el Campeonato Sudamericano
| Torneo                       | Sede      | Resultado    | Partidos |
| ---------------------------- | --------- | ------------ | -------- |
| Campeonato Sudamericano 1916 | Argentina | Cuarto lugar | 3        |
| Total                        | Total     | Total        | 3        |

### Partidos internacionales
| 1     | 2 de julio de 1916  | Estadio GEBA, Buenos Aires, Argentina    | Uruguay    | 4-0 | Chile  | Campeonato Sudamericano 1916 |
| 2     | 6 de julio de 1916  | Estadio GEBA, Buenos Aires, Argentina    | Argentina  | 6-1 | Chile  | Campeonato Sudamericano 1916 |
| 3     | 8 de julio de 1916  | Estadio GEBA, Buenos Aires, Argentina    | Chile      | 1-1 | Brasil | Campeonato Sudamericano 1916 |
| 4     | 12 de julio de 1916 | Estadio GEBA, Buenos Aires, Argentina    | Argentina  | 1-0 | Chile  | Amistoso                     |
| 5     | 14 de julio de 1916 | Gran Parque Central, Montevideo, Uruguay | Uruguay    | 4-1 | Chile  | Amistoso                     |
| Total |                     |                                          | Presencias | 5   |        |                              |

| 1     | 14 de septiembre de 1913 | Campo da Rua Guanabara, Río de Janeiro, Brasil      | Combinado de Guerra y Marina | 1-2 | Chile | Copa Mariscal Hermes da Fonseca |
| 2     | 18 de septiembre de 1913 | Estadio da Rua Campos Sales, Río de Janeiro, Brasil | America Football Club        | 2-3 | Chile | Amistoso                        |
| 3     | 25 de septiembre de 1913 | Velódromo Paulistano, São Paulo, Brasil             | Combinado Paulista           | 1-2 | Chile | Amistoso                        |
| 4     | 27 de septiembre de 1913 | Velódromo Paulistano, São Paulo, Brasil             | Combinado Paulista           | 1-3 | Chile | Amistoso                        |
| 5     | 28 de septiembre de 1913 | Velódromo Paulistano, São Paulo, Brasil             | Sport Club Americano         | 3-3 | Chile | Amistoso                        |
| Total |                          |                                                     | Presencias                   | 5   |       |                                 |

## Clubes
| Club                     | País  | Año         |
| ------------------------ | ----- | ----------- |
| Unión de Chillán         | Chile | 1911 - 1914 |
| Magallanes Football Club | Chile | 1915 - 1924 |

## Palmarés

### Torneos locales
| Título                        | Club                     | País  | Año  |
| ----------------------------- | ------------------------ | ----- | ---- |
| Serie A de la Copa Unión      | Magallanes Football Club | Chile | 1916 |
| Copa de Campeones de Santiago | Magallanes Football Club | Chile | 1920 |
| Copa Félix Alegría            | Magallanes Football Club | Chile | 1920 |
| Copa Alberto Downe            | Magallanes Football Club | Chile | 1920 |
| Copa 12 de octubre            | Magallanes Football Club | Chile | 1920 |
| Copa Unión                    | Magallanes Football Club | Chile | 1920 |
| Copa República                | Magallanes Football Club | Chile | 1920 |
| Copa de Campeones de Santiago | Magallanes Football Club | Chile | 1921 |
| Copa República                | Magallanes Football Club | Chile | 1921 |